# 패트리시아 하디
패트리시아 하디(Patricia Hardy, 1931년 12월 23일 ~ 2011년 8월 20일)는 미국의 배우, 텔레비전 배우, 영화배우이다.
뉴욕에서 태어났다.

## 영화
- 페리 메이슨 (1957년)
- 돈 노크 더 록 (1956년)